# 松浦純生
松浦 純生（まつうら すみお、1955年6月 - ） は、日本の地すべり研究者。京都大学名誉教授。日本地すべり学会賞受賞。

## 人物・経歴
徳島県生まれ。1974年徳島県立城南高等学校卒業。1979年名古屋大学農学部林学科卒業。名古屋大学ワンダーフォーゲル部出身。1981年筑波大学大学院環境科学研究科修士課程修了、学術修士。1984年筑波大学大学院農学研究科中退、農林水産省入省、林業試験場防災部研究員。1988年農林水産省森林総合研究所森林環境部主任研究官。2001年森林総合研究所水土保全研究領域チーム長、日本地すべり学会理事。2007年度日本地すべり学会賞受賞。2008年名古屋大学博士（農学）。2010年京都大学防災研究所傾斜地保全研究分野教授。2014年秋田県地すべり対策技術指導感謝状受賞。2015年林野庁林政審議会委員。2018年広島大学総合科学部客員教授。2021年定年退職、京都大学名誉教授。